# Rhipidia fidelis
Rhipidia fidelis är en tvåvingeart som beskrevs av Osten Sacken 1860. Rhipidia fidelis ingår i släktet Rhipidia och familjen småharkrankar. Inga underarter finns listade i Catalogue of Life.